# 史良
史良（1900年3月27日—1985年9月6日），字存初，江苏常州人，中华人民共和国律师、法學家、社會活動家及政治人物，原副国级领导人。中华人民共和国司法部首任部长、全国人大常委会副委员长、全国政协副主席。她於1942年加入中国民主政团同盟，后历任民盟第一届中央常委、副主席，第二、三届中央副主席。1979年10月，当选为民盟第四届中央主席。在担任民盟第五届中央主席期间，于1985年9月6日在北京逝世，享年85岁。

## 生平

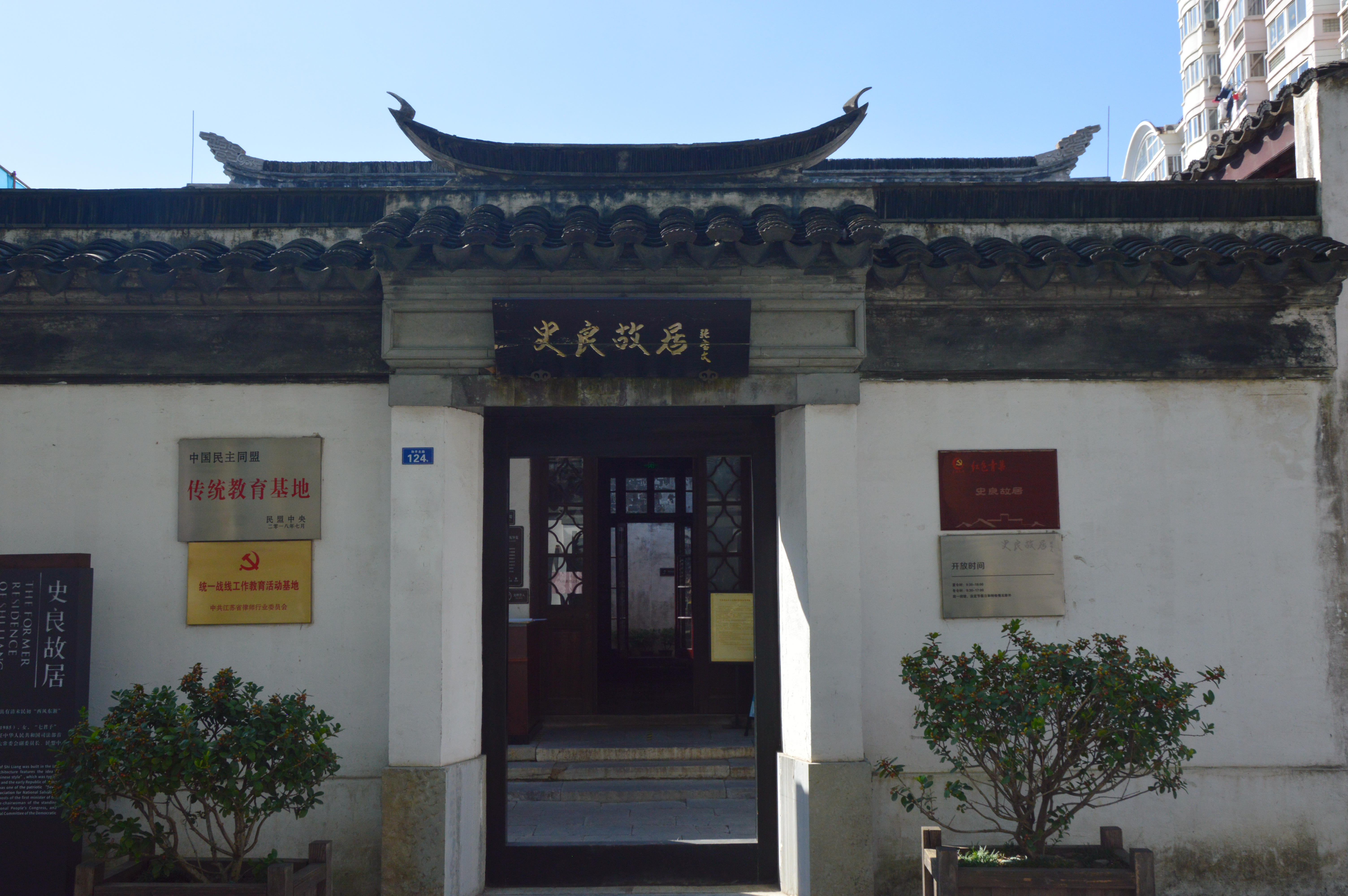
史良故居

1900年3月27日，史良生於江蘇省常州的觀子巷，排行第四。他的曾祖父史致澤和祖父史紫珍都是舉人，祖父還在浙江任鹽官多年，父親史剛反對科舉，遂以教書為生，母親劉璇。1913年，入讀女子師範附小讀四年級。1918年，入讀女師。1919年，參加五四运动，并担任“常州女师同学会”会长，参加学界联合会。1923年，史良从武進縣立女子師範畢業後，進入上海法政学院学习法律。1925年在五卅運動中被捕。释放后主编《雪耻》，宣传民族独立，反对列强侵略。1926年在学习就读期间，曾参加学潮，组成护校团，后脱离法政大学进入上海法科大学。
1927年，上海法科大学法律专门部毕业后，史良被配到南京国民革命军总政治部政治工作人员养成所工作；1930年，又出任青岛国民党特别市党部训政科主任；1931年，回上海开业任律师，是上海律师公会的执行委员；并加入了中共在上海的外围组织“革命人道互济总会”，任该会的律师，办理营救邓中夏、任白戈、方知达等中共地下党员的多起案件。1931至1937年间，居住上海复兴坊1号。1937年，离开上海去武汉、重庆等地从事抗日救亡活动。
九一八事件後，史良则積極參加抗日運動，参与发起组织“中国战时儿童保育会”、“妇女界救国会”、“文化界救国会”等民间组织。1936年，擔任全國各界救國聯合會常務委員，11月被捕，是「七君子之獄」中唯一的女性。抗日戰爭期間，史良擔任國民參政會參政員，1942年加入中国民主同盟的前身中國民主政團同盟，1949年9月21日，以民盟代表的身份參加中國人民政治協商會議第一屆全體會議。
共和國成立後，史良擔任第一任司法部部長，是當時仅有的两位女性部長之一（另一為衛生部部長李德全）。1957年反右運動中幫助共產黨「揭發」民盟內章伯钧、罗隆基等「右派」（發言刊於1957年6月14日《人民日報》等主要報紙上）；1979年，任民盟主席。曾历任司法部部长和政务院政治法律委员会委员，全国妇联执行委员、副主席；第二、三、四届全国人大常委，第五、六届全国人大常委会副委员长；第二、三、四届全国政协常委，第五届全国政协副主席等职。
1985年9月6日0时33分在北京逝世，遗体告别仪式于9月11日举行。

## 个人生活
在抗戰至1946年前曾與羅隆基相好，後因浦熙修與羅分手。其丈夫為陸殿東，無子女。

## 纪念
2014年6月12日，常州大学成立史良法学院，由民盟常州市委和常州大学共建办学。